# Ceropsora
Ceropsora es un género de hongos roya en la familia Coleosporiaceae. El género es monotípico, contiene la especie Ceropsora piceae, que crece sobre abetos en India.